# Воздушно-десантный корпус РККА
Воздушно-десантный корпус (вдк) — войсковое соединение воздушно-десантных войск авиации РККА в вооружённых силах СССР перед и во время Великой Отечественной войны, предназначенное для решения тактических и некоторых оперативных задач.

## Состав
ЦК ВКП(б) и СНК СССР своим постановлением № 1112-459сс от 23 апреля 1941 года «О новых формированиях в составе красной армии» утвердили создание 5-ти воздушно-десантных корпусов, каждый в составе:
- Управления корпуса
- 3-х воздушно-десантных бригад
- Танкового батальона
- Авиазвена связи
- Взвода связи

Каждая воздушная бригада в составе:
- Управление бригады
- 4-х парашютно-десантных батальонов
- Артиллерийского дивизиона
- Самокатной разведывательной роты

Корпус общей численностью — 8020 человек, каждая бригада — 2588 человек. Укомплектование данных формирований предписывалось производить за счёт существующей численности Красной Армии. Вновь создаваемые корпуса должны были дислоцироваться: в КОВО — 2, в ЗапОВО — 1, в ПрибОВО — 1, в ОдВО — 1.

## Вооружение

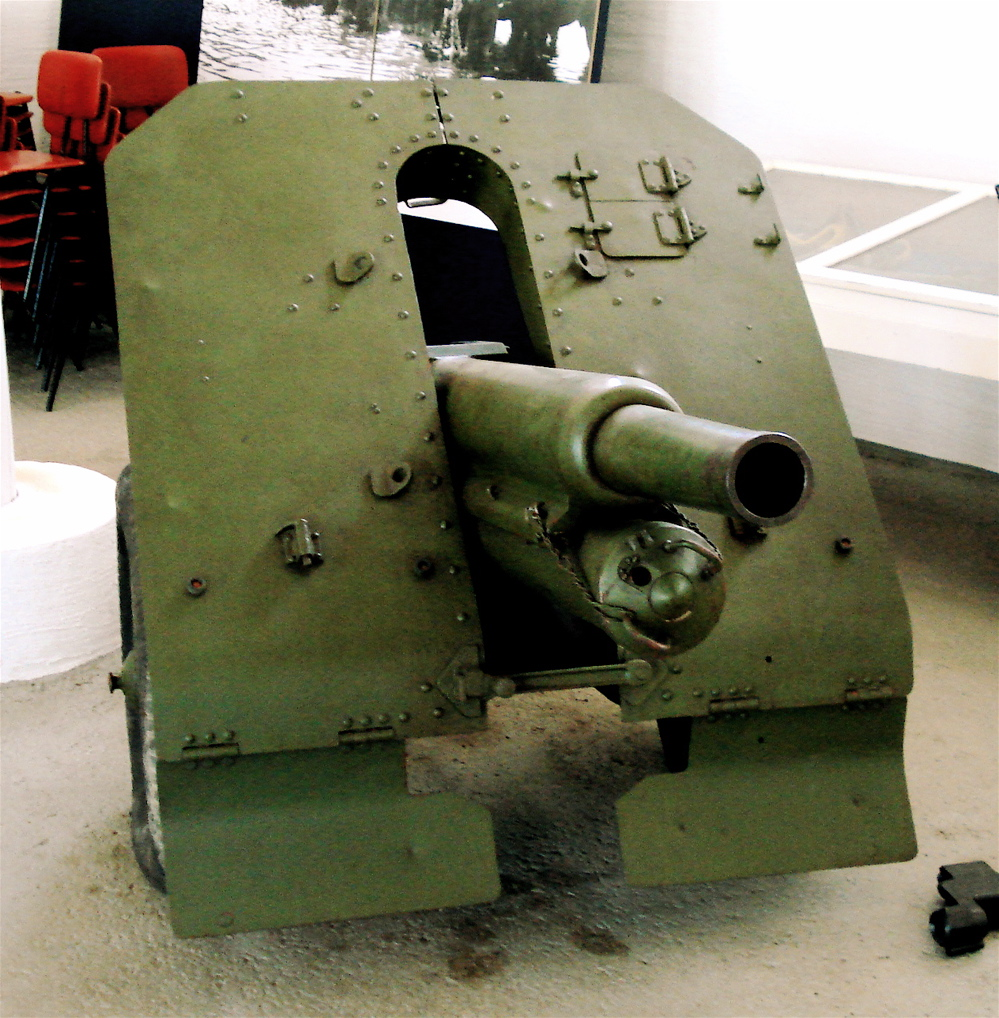
76-мм горная пушка

По штату на вооружении личного состава соединений и частей воздушно-десантного корпуса находились:
- винтовок самозарядных — 4500
- пистолет-пулемётов — 1257
- пулемётов ручных — 440
- пулемётов зенитных — 18
- миномётов 50-мм — 111
- миномётов 82-мм — 21
- орудий 45-мм — 39
- орудий 76-мм — 18
- танков Т-40 и Т-38 (в составе отдельного танкового батальона, состоящего из 50 танков[2])
- огнемётов ранцевых — 864
- Автомобилей грузовых — 214
- Автомобилей специальных — 17
- Автомобилей легковых — 10

Для десантирования личного состава и военной техники корпусам придавались военно-транспортные авиачасти.

## Боевые действия
Несмотря на многочисленность, советские парашютисты в начале войны действовали как стрелковые соединения в составе фронтов в Прибалтике, Белоруссии и на Украине. Сказались огромные потери самолётного парка в первые недели войны, неумение планировать и осуществлять крупные десантные операции.
Непосредственно в боевых действиях с противником принимали участие следующие вдк:
- 1-й воздушно-десантный корпус (1 вдк) — сформирован 2 июля 1941 года
- 2-й воздушно-десантный корпус (2 вдк) — сформирован 11 июля 1941 года
- 3-й воздушно-десантный корпус (3 вдк) — сформирован 11 июля 1941 года
- 4-й воздушно-десантный корпус (4 вдк) — сформирован весной 1941 года
- 5-й воздушно-десантный корпус (5 вдк) — сформирован в марте 1941 года
- 10-й воздушно-десантный корпус (10 вдк) — сформирован в октябре 1941 года

Так в ходе Вяземской воздушно-десантной операции 1942 года в район Вязьмы десантирован 4-й воздушно-десантный корпус (свыше 10000 человек, 24 орудия, 180 миномётов, 378 ПТР).
В связи с нехваткой подготовленного личного состава и авиационной техники, в конце 1942 года воздушно-десантные корпуса преобразованы в воздушно-десантные дивизии, которые вели боевые действия как обычные стрелковые соединения. Вместо воздушно-десантных дивизий к лету 1943 года сформированы 20 гвардейских воздушно-десантных бригад.
Для проведения в 1943 году Днепровской воздушно-десантной операции три воздушно-десантные бригады были объединены в воздушно-десантный корпус. В конце 1944—1945 годов значительная часть воздушно-десантных дивизий переименована в стрелковые дивизии.